# Кроль, Михаил Борисович
Михаил Борисович Кроль (1879—1939) — учёный-медик, невропатолог; академик АН Белорусской ССР (1931), член-корреспондент Академии наук СССР (1939), заслуженный деятель науки БССР (1931, по другим данным — РСФСР); один из создателей советской неврологической школы.

## Биография
Родился 18 февраля [2 марта] 1879 года в Минске в мещанской семье.
В 1896 году окончил с медалью Либавскую гимназию и поступил на медицинский факультет Московского университета, который закончил в 1901 году. Работал невропатологом неврологического кабинета Алексеевской амбулатории под руководством Л. С. Минора, одновременно был ординатором неврологического отделения Яузской больницы в Москве (в 1901—1906 годах). Позднее, в 1906—1909 годы — сотрудник кафедры нервных болезней Московских высших женских курсов (в 1906—1909 годах), в дальнейшем, в 1909—1914 гг. — ассистент кафедры.
Во время Первой мировой войны, с 1914 по 1917 годы, Кроль — заведующий психиатрическим пунктом Красного креста и Красного Полумесяца в Минске.
После Октябрьской революции, в 1917—1921 годах, работал ассистентом и затем доцентом кафедры нервных болезней Высших женских курсов.
В 1918 году защитил докторскую диссертацию на тему «Материалы к изучению апраксий», стал доктором медицинских наук и был утвержден профессором (в 1918 году).
В 1923 году М. Б. Кроль был одним из лечащих врачей В. И. Ленина.
В 1921 году приказом наркомата просвещения РСФСР М. Б. Кроль был назначен членом правительственной комиссии по организации Белорусского государственного университета в Минске и избран заведующим кафедрой нервных болезней и деканом медицинского факультета этого университета.
В 1931 году был избран действительным членом Белорусской Академии наук и заместителем председателя Учёного медицинского совета Наркомздрава Белорусской ССР.
В 1932 году он вернулся в Москву и стал заведующим кафедрой нервных болезней 2-го Московского медицинского института. Одновременно является директором клиники нервных болезней Всесоюзного института экспериментальной медицины и директором клинического сектора этого института.
В 1933 году на основе научных наблюдений и клинического опыта М. Б. Кроль написал монографию «Нервно-патологические синдромы», впоследствии переведённую на немецкий и испанский языки (в 1936 году был издан дополненный вариант книги).
С 1934 по 1938 годы работал главным врачом больницы 4-го Главного управления Министерства здравоохранения СССР (Кремлёвской больницы).
В 1935 году М. Б. Кроль возглавлял советскую делегацию на 2-м Международном неврологическом конгрессе в Лондоне.
В 1937 году М. Б. Кроль совместно с М. С. Маргулисом и Н. И. Проппером завершил написание первого тома «Учебника нервных болезней».
Летом-осенью 1938 года участвовал в лечении раненых военнослужащих РККА, участвовавших в боевых действиях у озера Хасан. В дальнейшем, принимал участие в анализе характера ранений военнослужащих РККА, участвовавших в боевых действиях у озера Хасан.
Весной 1939 года М. Б. Кроль совместно с группой работников 2-го Московского медицинского института завершил продолжавшиеся два года работы по созданию нового препарата на основе пчелиного яда для лечения ишиаса. Также, в 1939 году М. Б. Кроль совместно с М. С. Маргулисом и Н. И. Гращенковым дописал «Учебник нервных болезней», который переиздавался три раза.
Кроме научной, М. Б. Кроль занимался общественной деятельностью. Неоднократно избирался депутатом Московского Совета. Был председателем Всесоюзного и Московского обществ невропатологов и психиатров.
Жил в Москве на улице Фрунзе, 15 и улице Земляной Вал, 14/16.
Умер 6 августа 1939 года в Москве. Прах захоронен в колумбарии Новодевичьего кладбища.
С 1932 года и до конца жизни Михаил Кроль был ответственным редактором журнала «Невропатология и психиатрия». Также был редактором редакционного отдела «Неврология, невропатология, психиатрия, психология» первого издания Большой медицинской энциклопедии.

## Память
В клиниках, которыми руководил М. Б. Кроль, ему установлены мемориальные доски и бюст.
В Белорусском Государственном Медицинском университете появилась лекционная аудитория в честь Михаила Борисовича.